# Montori de Rupià
El Montori de Rupià és una muntanya de 120 metres que es troba entre els municipis de Foixà i de Rupià, a la comarca catalana del Baix Empordà.